# Suzjana

Obszar Elamu (kolor czerwony). Suzjana położona jest na zachód od gór Zagros.

Suzjana, Chuzistan – kraina historyczna, południowo-zachodni region Persji, położony w bezpośredniej bliskości Mezopotamii między górami Zagros, Zatoką Perską, rzeką Tygrys i Szatt al-Arab. Jest to nizina aluwialna zbudowana z osadów naniesionych przez rzeki. W starożytności była częścią Elamu, który obejmował oprócz Suzjany także wyżynę Farsu. Nazwa krainy pochodzi od miasta Suza - przez tysiąclecia głównego ośrodka Elamu.